# یوسوکه ایچیکاوا
یوسوکه ایچیکاوا (انگلیسی: Yousuke Ichikawa؛ زادهٔ ۱ مهٔ ۱۹۸۰) بازیگر، مدل (شخص) اهل ژاپن است.